# François Girardon
Pour les articles homonymes, voir Girardon.
François Girardon, né le 10 mars 1628 à Troyes et mort le 1er septembre 1715 à Paris, est un sculpteur français.

## Biographie
Girardon est l'un des maîtres de la statuaire décorative et monumentale.
Fils d'un fondeur, élève du sculpteur François Anguier, il devint le protégé du chancelier Séguier qui l'envoya parfaire sa formation à Rome. Il rentrera à Paris en 1652 et devient le protégé de Louis XIV.
En 1657 il épouse l'artiste peintre Catherine Duchemin (1630-1698) qui est la première femme admise à l'Académie royale de peinture et de sculpture en 1663.

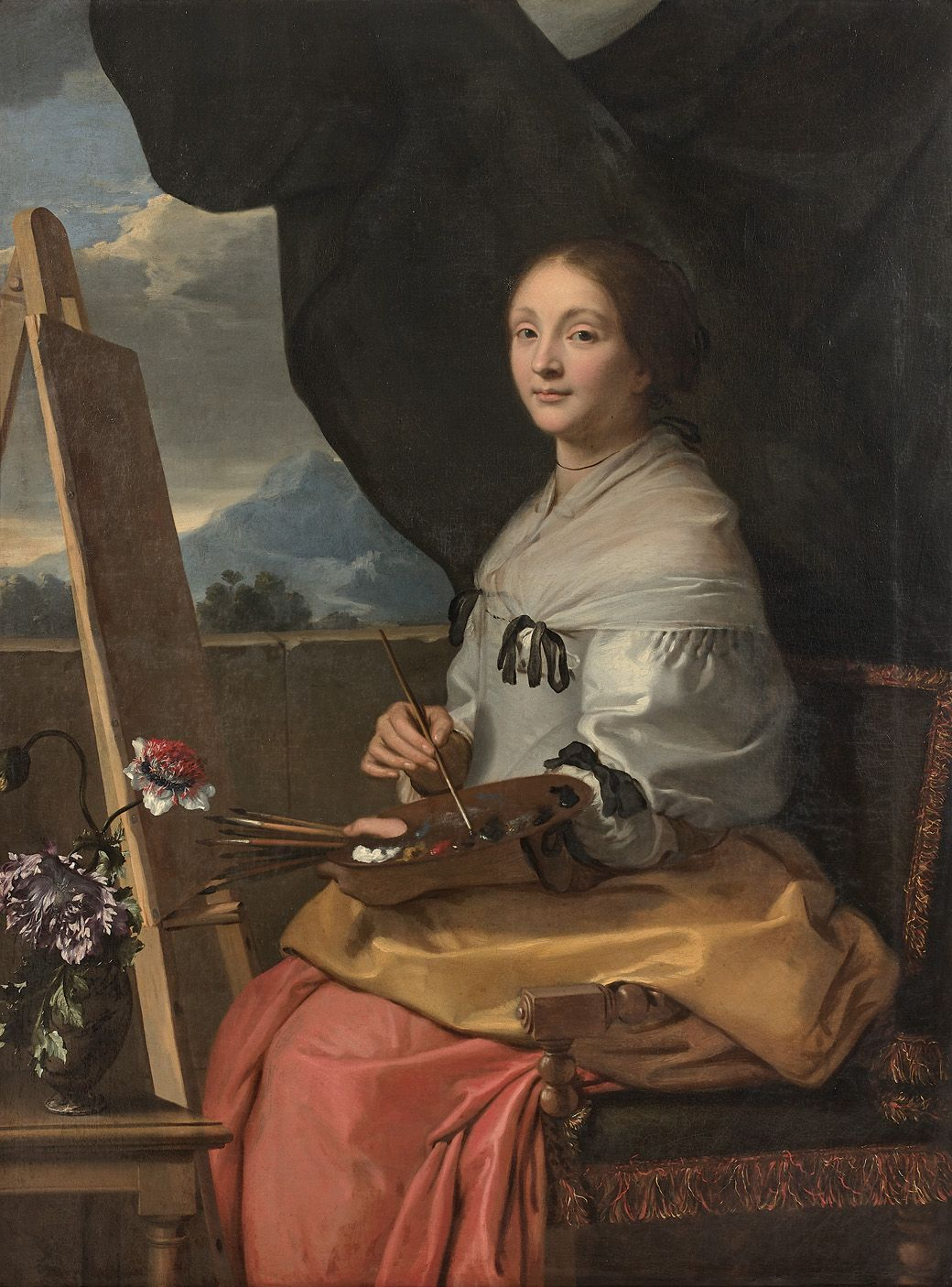
Portrait de Catherine Duchemin à son chevalet

Reçu académicien en 1657, il a été l'un des principaux collaborateurs de Charles Le Brun.
Il travaille avec ce dernier et avec André Le Nôtre sur le chantier du château de Vaux-le-Vicomte. Puis il participe au décor de la galerie d'Apollon à Paris au Palais du Louvre et réalise d'importantes œuvres pour les jardins du château de Versailles dont Apollon servi par les nymphes, la statue de L'Hiver, le bas-relief Le Bain des nymphes et Enlèvement de Proserpine par Pluton.
On lui doit, notamment, le Tombeau de Richelieu, dans la chapelle de la Sorbonne, la statue équestre de Louis XIV érigée sur la place Louis-le-Grand (aujourd'hui place Vendôme) mais détruite durant la Révolution française, dont un modèle réduit se trouve à Paris au musée du Louvre; l'exemplaire personnel de Girardon qu'il conserva sa vie durant dans son atelier, serait celui conservé au château de Vaux-le-Vicomte (77). Une des nombreuses réductions en bronze de l’œuvre orna l'appartement parisien de Bernard et d'Annabel Buffet (reprod. coul. dans  "Maison et Jardin" n°275 / juillet-août 1981, pp. 48 à 53):
Girardon a également réuni une grande collection de sculptures, qu'il a exposée à partir de 1679 dans une galerie jouxtant l'appartement qu'il occupait au Louvre ; il en subsistait 800 œuvres à son décès. Afin de conserver la mémoire de cette collection, Girardon fit dessiner à son élève René Charpentier chaque objet sélectionné, disposé au sein de cadres architecturaux dans un recueil de planches gravées intitulé « Galerie de Girardon ».
Sa fille Élisabeth Girardon épousa Henri Martinot (1646-1725), horloger aux galeries du Louvre de 1670 à 1684 et horloger de la Maison du Roi de 1664 à 1725.
Il meurt le 1er septembre 1715, le même jour que Louis XIV, et est inhumé au cimetière Saint-Landry, sur l'île de la Cité à Paris. En 1792, ses ossements sont transférés aux catacombes de Paris.

## Collections publiques

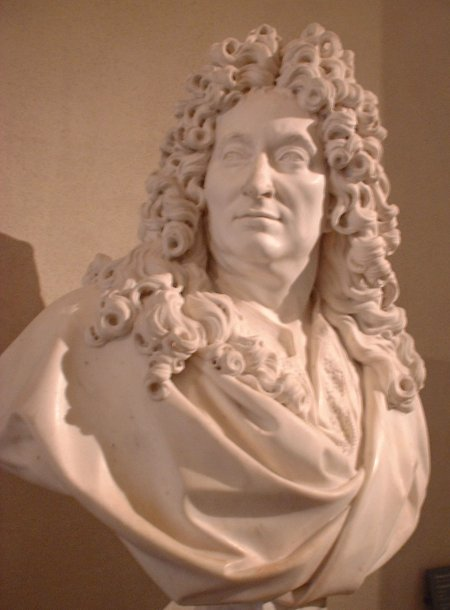
Nicolas Boileau, dit Despréaux (1636-1711), marbre, Paris, musée du Louvre.

- L'Enlèvement de Proserpine par Pluton (1699), groupe en marbre, châteaux de Versailles et de Trianon, bosquet de la Colonnade
- Bassin de Saturne, ou L'Hiver (1672-1677), groupe en plomb doré, châteaux de Versailles et de Trianon
- La Mélancolie, monument funéraire d'Anne-Marie Martinozzi, Paris, église Saint-André-des-Arts
- L'Hiver (1675-1686), statue en marbre, châteaux de Versailles et de Trianon, pourtour du parterre du nord, allée septentrionale
- L'Hiver (vers 1674), statuette en terre cuite, châteaux de Versailles et de Trianon
- Apollon servi par les nymphes (1666-1675), avec la collaboration de Thomas Regnaudin (1622-1706), groupe en marbre, châteaux de Versailles et de Trianon, bosquet des Bains d'Apollon
- Le Bain des Nymphes, avec la collaboration de Nicolas Legendre (1619-1671), bas-relief en bronze, jardins des châteaux de Versailles et de Trianon
- La Victoire de la France sur l'Espagne (1680-1682), groupe en pierre, châteaux de Versailles et de Trianon, couronnement de la guérite sud de la grille d'honneur
- Vasque centrale, cuvette à godrons, supportée par un fût sculpté de feuillages aquatiques et cantonné par quatre dauphins (1676), marbre blanc, jardins des châteaux de Versailles et de Trianon, bosquet des Dômes
- Fontaine de la Pyramide (1668-1670), marbre et plomb, jardins des châteaux de Versailles et de Trianon
- Hercule (1679), statue en pierre, châteaux de Versailles et de Trianon, fronton de l'horloge de la cour de marbre (en état de ruine, la statue a été reconstituée par Henri Chapu en 1869)
- Deux Amours, groupe en plomb, Versailles, Grand Trianon, bassins du parterre haut
- Portrait d'Antoine Arnauld, théologien (1612-1694), buste en marbre, châteaux de Versailles et de Trianon
- Portrait de Marie-Thérèse de Habsbourg, infante d'Espagne, reine de France (1638-1683), buste en bronze, châteaux de Versailles et de Trianon
- Statue équestre de Louis XIV sous les traits de Marcus Curtius (1671-1674), avec la collaboration du Bernin, statue équestre en marbre, parc du château de Versailles, extrémité de la pièce d'eau des Suisses
- Mater Dolorosa (1657), bas-relief en marbre, Paris, musée du Louvre[4]
- Louis XIV à cheval (1692), groupe en bronze, Paris, musée du Louvre[5]
- Saint Jean-Baptiste, statuette en bronze, Paris, musée du Louvre[6]
- Nicolas Boileau, dit Despréaux (1636-1711), buste en marbre, Paris, musée du Louvre[7]
- Vase du triomphe d'Amphitrite, vase en marbre, Paris, musée du Louvre[8]
- Vase du triomphe de Galatée, vase en marbre, Paris, musée du Louvre[9]
- Buste de Guillaume de Lamoignon, marbre blanc sculpté, 1671-1673, musée du Louvre[10]
- Portrait de Pierre Mignard, premier peintre du roi (1612-1695), buste en marbre, Paris, église Saint-Roch
- Cénotaphe de Claude Bertier du Metz, sculpture en marbre, Gravelines, église Saint-Willibrord

Par ailleurs, François Girardon a restauré et complété la sculpture gréco-romaine de la Vénus d'Arles en vue de son exposition dans la Galerie des glaces au château de Versailles.

Œuvres de François Girardon
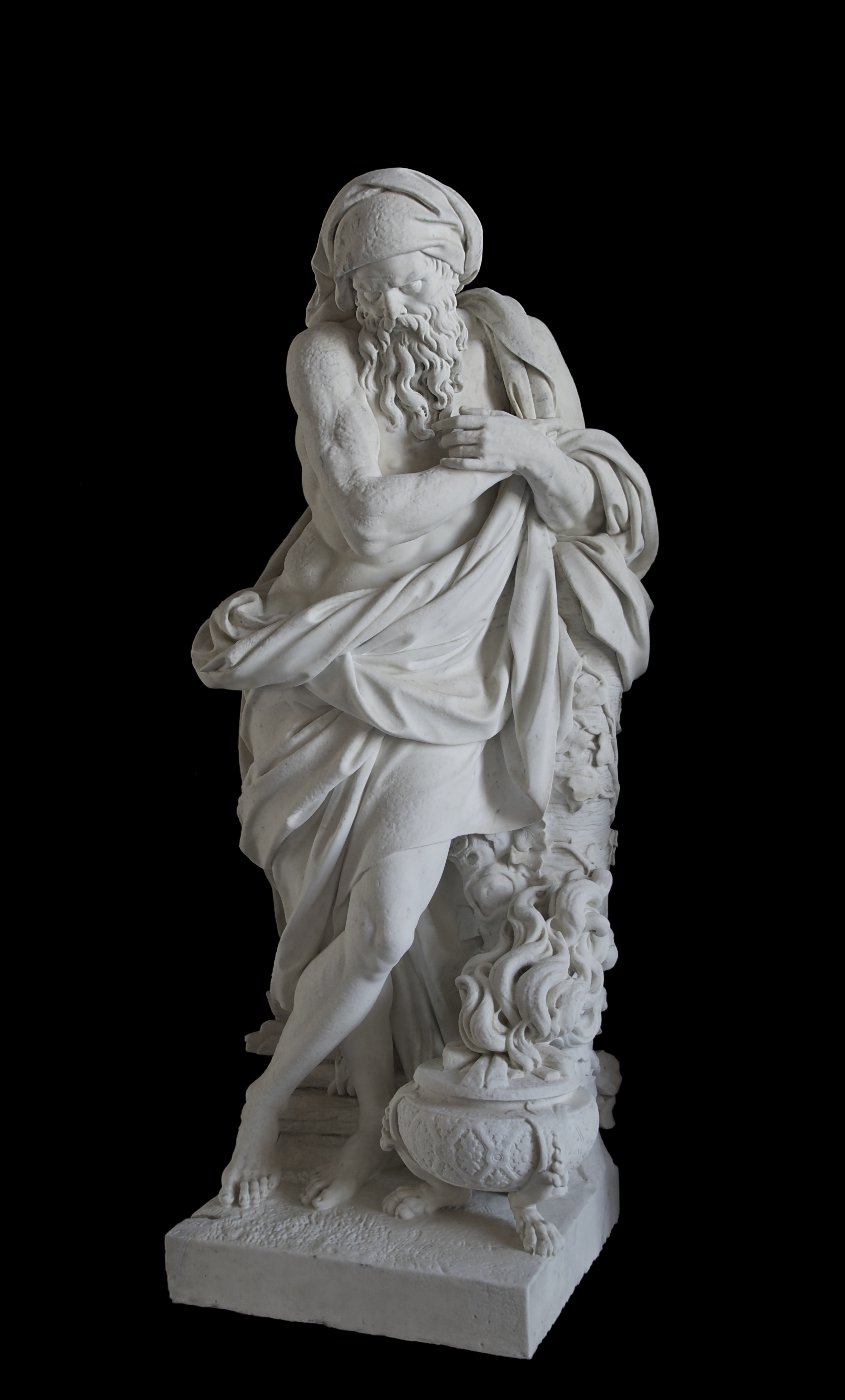
L'Hiver (1675-1679), marbre, château de Versailles.
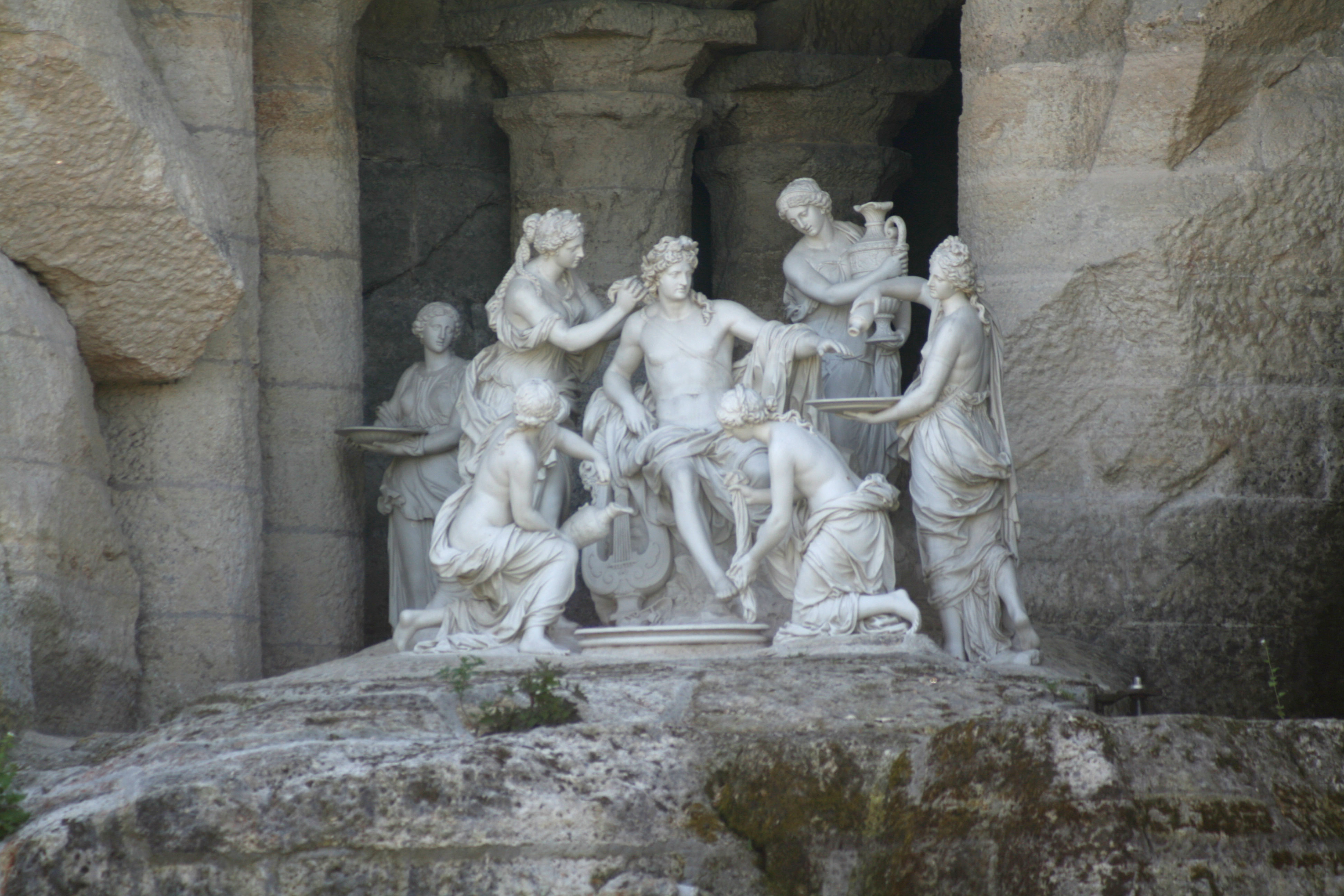
Apollon servi par les nymphes (1666-1675), avec la collaboration de Thomas Regnaudin, groupe en marbre, château de Versailles, bosquet des Bains d'Apollon.
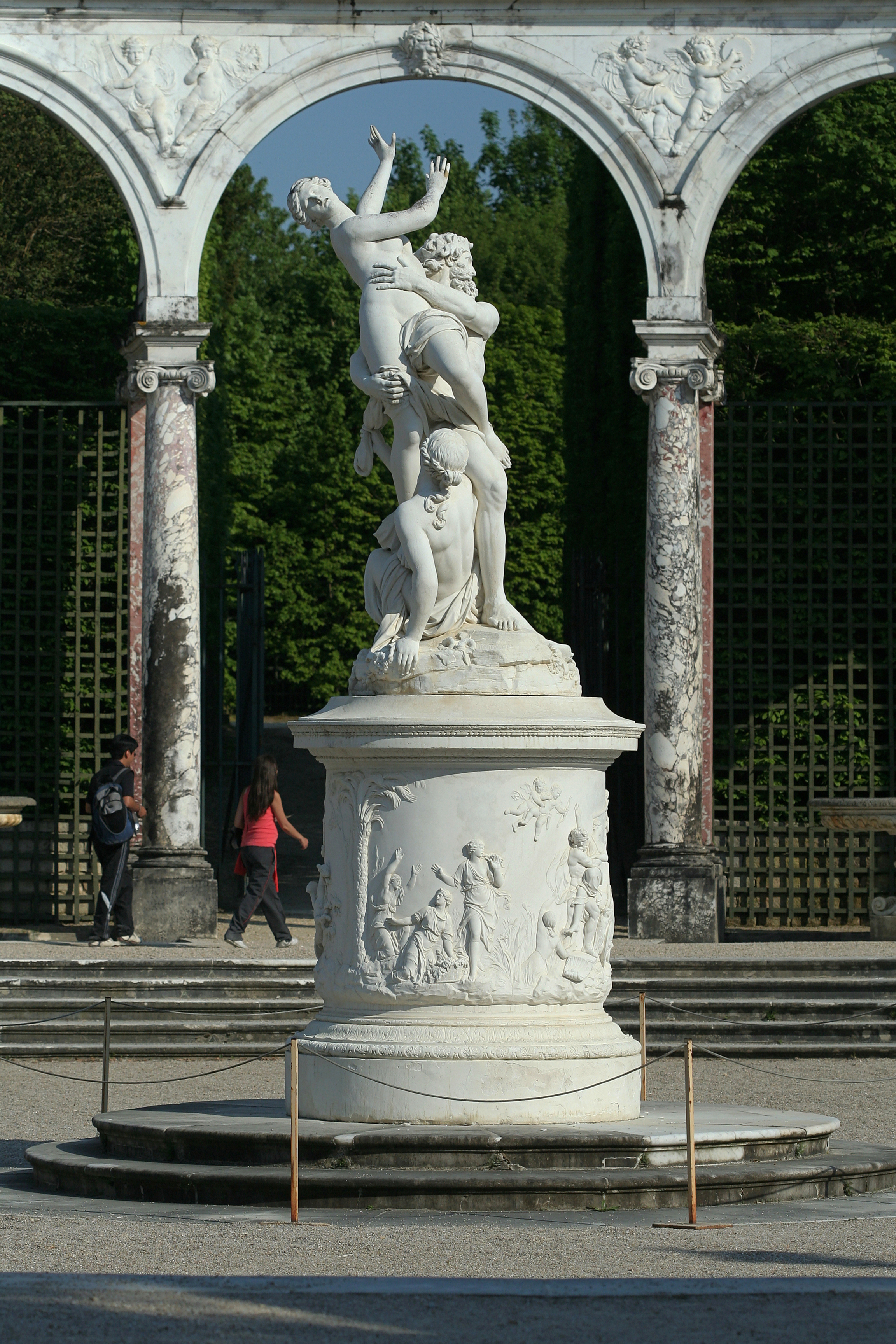
Enlèvement de Proserpine par Pluton (1699), marbre, château de Versailles, bosquet de la Colonnade.
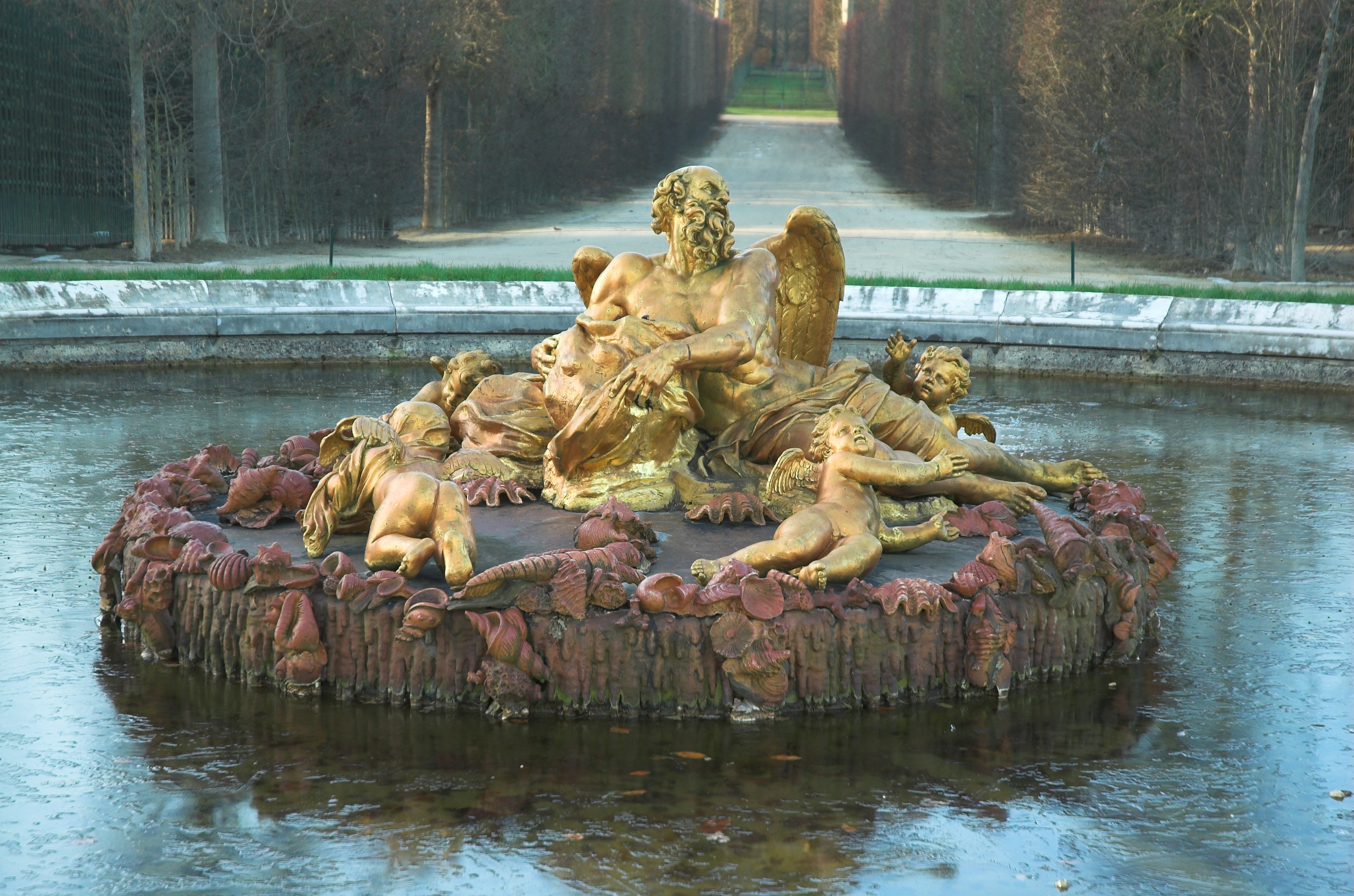
Le Bassin de Saturne (1672–1677), plomb doré, château de Versailles.
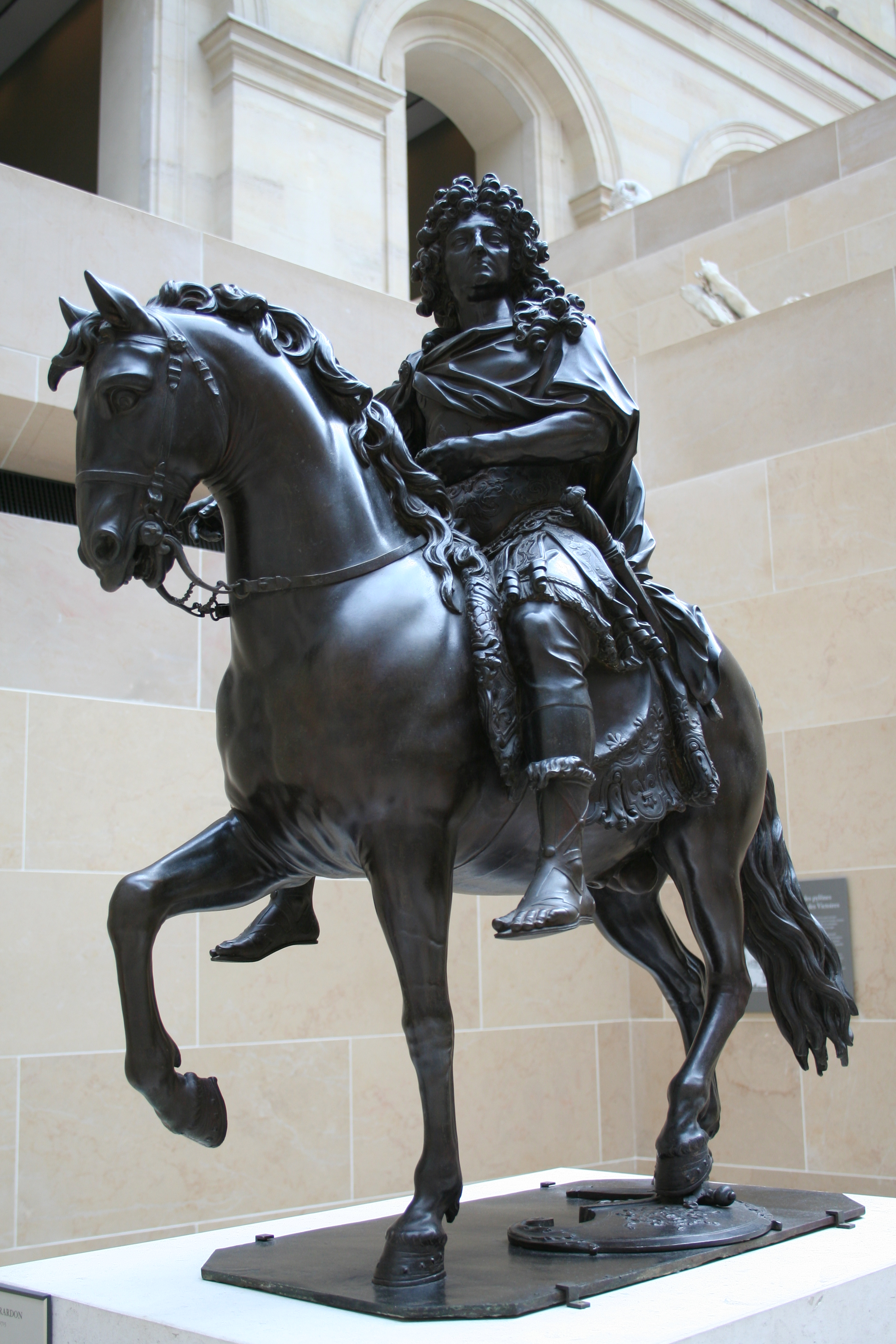
Louis XIV à cheval (1692), Paris, musée du Louvre[11].
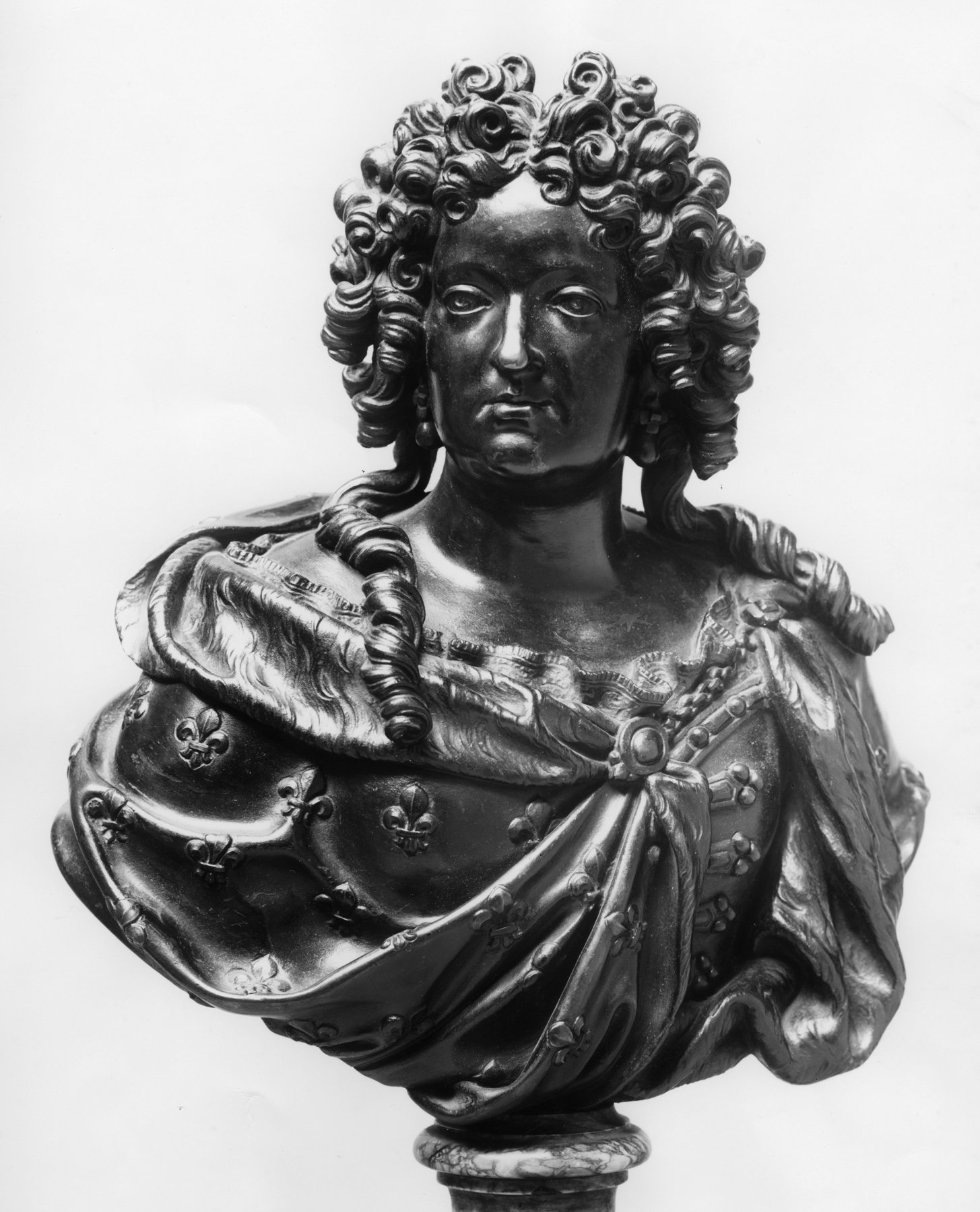
Portrait de Marie-Thérèse de Habsbourg, reine de France, bronze, Baltimore, Walters Art Museum.

## Élèves
- René Charpentier
- René Frémin
- Pierre Granier
- Jean Joly
- Eustache Nourrisson
- Sébastien Slodtz

## Iconographie
- Joseph Vivien (1657-1734), Portrait de François Girardon, pastel, Paris, département des arts graphiques du musée du Louvre
- Jacques d'Agar (1640-1719), Portrait de François Girardon représenté en Recteur de l'Académie royale de peinture et de sculpture, près d'un buste antique de ses collections vers 1675, huile sur toile, châteaux de Versailles et de Trianon
- Gabriel Revel (1642-1712), Portrait de François Girardon représenté en Recteur de l'Académie royale de peinture et de sculpture, appuyé sur une tête en marbre de Jules César faisant partie de ses collections, huile sur toile, châteaux de Versailles et de Trianon

Portraits de François Girardon
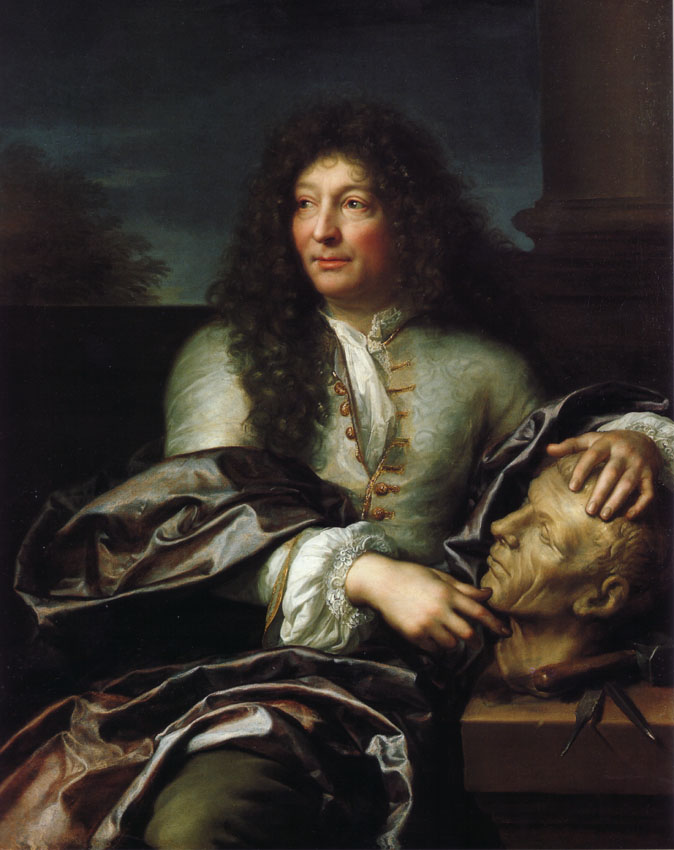
Gabriel Revel, François Girardon (1683), château de Versailles.
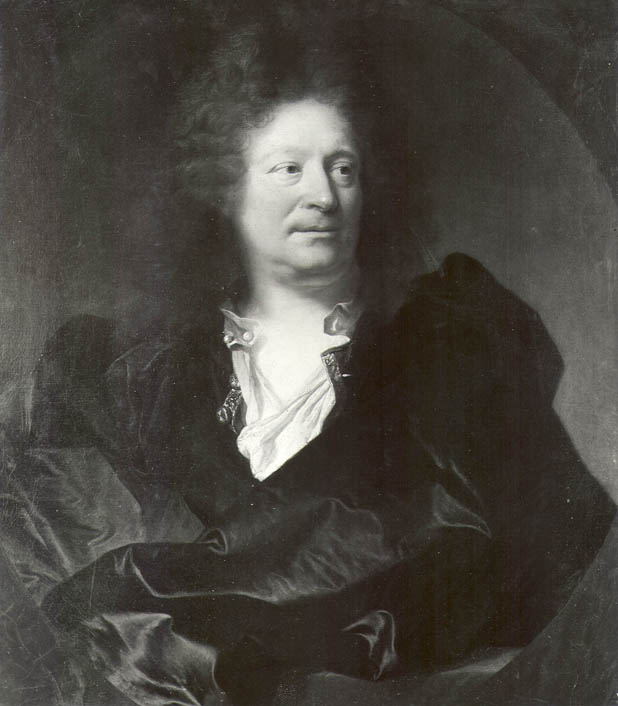
Hyacinthe Rigaud, Portrait de François Girardon (1689), Milan, musée d'art ancien du château des Sforza.
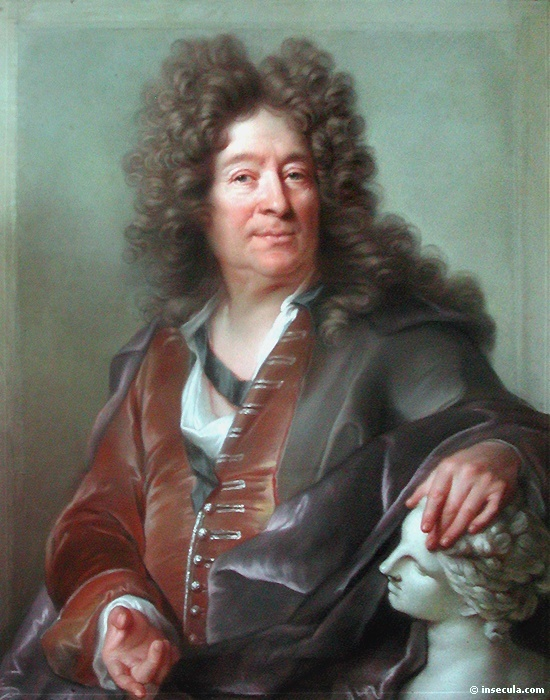
Joseph Vivien, Portrait de François Girardon (1701), pastel, Paris, musée du Louvre.